# Untitled, 1970
Untitled, 1970 ist ein Gemälde von Cy Twombly aus dem Jahr 1970. Das Bild wurde am  12. November 2014 bei Christie’s in New York zu einem Preis von 
69,605 Millionen US-Dollar an einen unbekannten Bieter versteigert. 
Daten
155,5 × 190 cm
Mischtechnik; Öl und Wachsmalkreide auf Leinwand
auf der Rückseite signiert und datiert mit Cy Twombly 1970
Das Werk zählt zu einer Serie von Bildern, die Twombly zwischen 1966 und 1971 gemalt hat. Wegen ihres durchweg großen Querformats, dem schiefergrauen, mit Ölfarbe grundierten Untergrund und den Reihen von spiralförmigen, in Schreibrichtung laufenden weißen Linien aus weißer Kreide, mit denen sie an die Wandtafeln in Klassenräumen erinnern, wurden sie als Blackboard paintings bezeichnet. Die Bilder dieser Reihe werden in der Regel mit  Untitled + dem Entstehungsjahr benannt. Sie werden auf dem Kunstmarkt hoch gehandelt und erzielen bei Auktionen Preise im siebenstelligen Bereich (US-Dollar).  
Twombley malte das Bild direkt, nachdem er von einem längeren Aufenthalt in Rom nach New York zurückgekehrt war. Er variierte das Thema im selben Jahr in weiteren Bildern. In die Versteigerung gegeben wurde das Bild von Nicola del Roscio, Präsident der Cy Twombly Foundation.